# Una femmina
Pour plus de détails, voir Fiche technique et Distribution.
Una femmina est un film italien réalisé par Francesco Costabile, sorti en 2022.

## Synopsis
Rosa vit avec sa grand-mère et son oncle dans un petit village de Calabre. Sa mère est morte dans des conditions mystérieuses quand elle était enfant et l'omertà règne dans le village. Elle va tenter de découvrir la vérité.

## Fiche technique
- Titre : Una femmina
- Réalisation : Francesco Costabile
- Scénario : Lirio Abbate, Edoardo De Angelis, Serena Brugnolo, Adriano Chiarelli et Francesco Costabile
- Musique : Valerio Camporini Faggioni
- Photographie : Giuseppe Maio
- Montage : Stefano Mariotti
- Production : Edoardo De Angelis, Attilio De Razza, Nicola Picone et Pierpaolo Verga
- Société de production : Tramp, O' Groove, Medusa Film et Amazon Prime Video
- Pays :  Italie
- Genre : Drame et thriller
- Durée : 120 minutes
- Dates de sortie : 
  -  Italie : 17 février 2022

## Distribution
- Lina Siciliano : Rosa
- Fabrizio Ferracane : Salvatore
- Anna Maria De Luca : Berta
- Simona Malato : Rita
- Vincenzo Di Rosa : Ciccio
- Luca Massaro : Natale
- Mario Russo : Gianni
- Francesca Ritrovato : Cetta

## Distinctions
Le film a été nommé pour deux David di Donatello : meilleur réalisateur débutant et meilleur scénario adapté.